# ۳۱۳ (فیلم)
سعید رضائی محقق و نویسنده در این باره می نویسد که به خواست الله قدرتمند مهدی موعود به همراه ۳۱۳ تن از اصحاب خاص و تعداد یارانش جهان را پر از عدل و عدالت خواهند کرد..
۳۱۳ فیلمی است که در سال ۲۰۰۸ منتشر شد.
۳۱۳ تعداد اصحاب خاص امام زمان (عج) می باشد.